# Amorpha fruticosa
Espèce
Synonymes
- Amorpha angustifolia (Pursh) Boynt.[2]
- Amorpha angustifolia F.E.Boynton[1]
- Amorpha bushii Rydb.[2] [1]
- Amorpha caroliniana Croom[1]
- Amorpha croceolanata P.W. Wats.[2]
- Amorpha curtissii Rydb.[2]
- Amorpha dewinkeleri Small[2] [1]
- Amorpha elata Hayne[3]
- Amorpha emarginata Sweet[1]
- Amorpha fragrans Sweet[1] [3]
- Amorpha fruticosa var. angustifolia Pursh[2]
- Amorpha fruticosa var. croceolanata (P.W. Wats.) P.W. Wats. ex Mouillef.[2]
- Amorpha fruticosa var. emarginata Pursh[2]
- Amorpha fruticosa var. oblongifolia Palmer[2]
- Amorpha fruticosa var. occidentalis (Abrams) Kearney & Peebles[2]
- Amorpha fruticosa (G. Kirchn.) C. K. Schneid.[3]
- Amorpha fruticosa (Shuttlew. ex Kunze) E. J. Palmer[3]
- Amorpha fruticosa G. Kirchn.[3]
- Amorpha fruticosa Pursh[3]
- Amorpha humilis Tausch[1]
- Amorpha occidentalis Abrams[1]
- Amorpha pendula Carriere[1]
- Amorpha tennesseensis Kunze[1]
- Amorpha tennessensis Shuttlew. ex Kunze[3]
- Amorpha virgata Small[1] [3]

Amorpha fruticosa, l'Amorphe buissonnante, Indigo du bush ou Faux indigo du désert, est une espèce de plantes à fleurs dicotylédones de la famille des Fabaceae, sous-famille des Faboideae, originaire d'Amérique du Nord.
Cette plante, originaire d'Amérique du Nord, a été importée en Europe au XVIIIe siècle pour ses qualités ornementales et sa capacité à fixer les dunes, les berges et les talus.

## Description
Amorpha fruticosa est un arbuste ou arbrisseau pouvant atteindre 1 à 4 mètres de haut, voire 6 mètres. La plante adulte présente une couronne élargie et peut compter de 1 à 10 tiges. C'est une plante de morphologie très variable. Cette diversité morphologique se reflète dans le fait que l'espèce a de nombreux synonymes.
Les feuilles, alternes, caduques, composées imparipennées, sont munies d'un pétiole de 2,5 cm de long et de stipules membraneuses ou cartacées. Elles mesurent de 10 à 30 cm de long. Les nombreuses folioles (9 à 21) sont de forme elliptique ovale à lancéolée, à l'extrémité mucronée, et mesurent de 2 à 4 cm de long sur 1 à 2 cm de large. Leur limbe est parsemé de glandes translucides à la face inférieure,,.

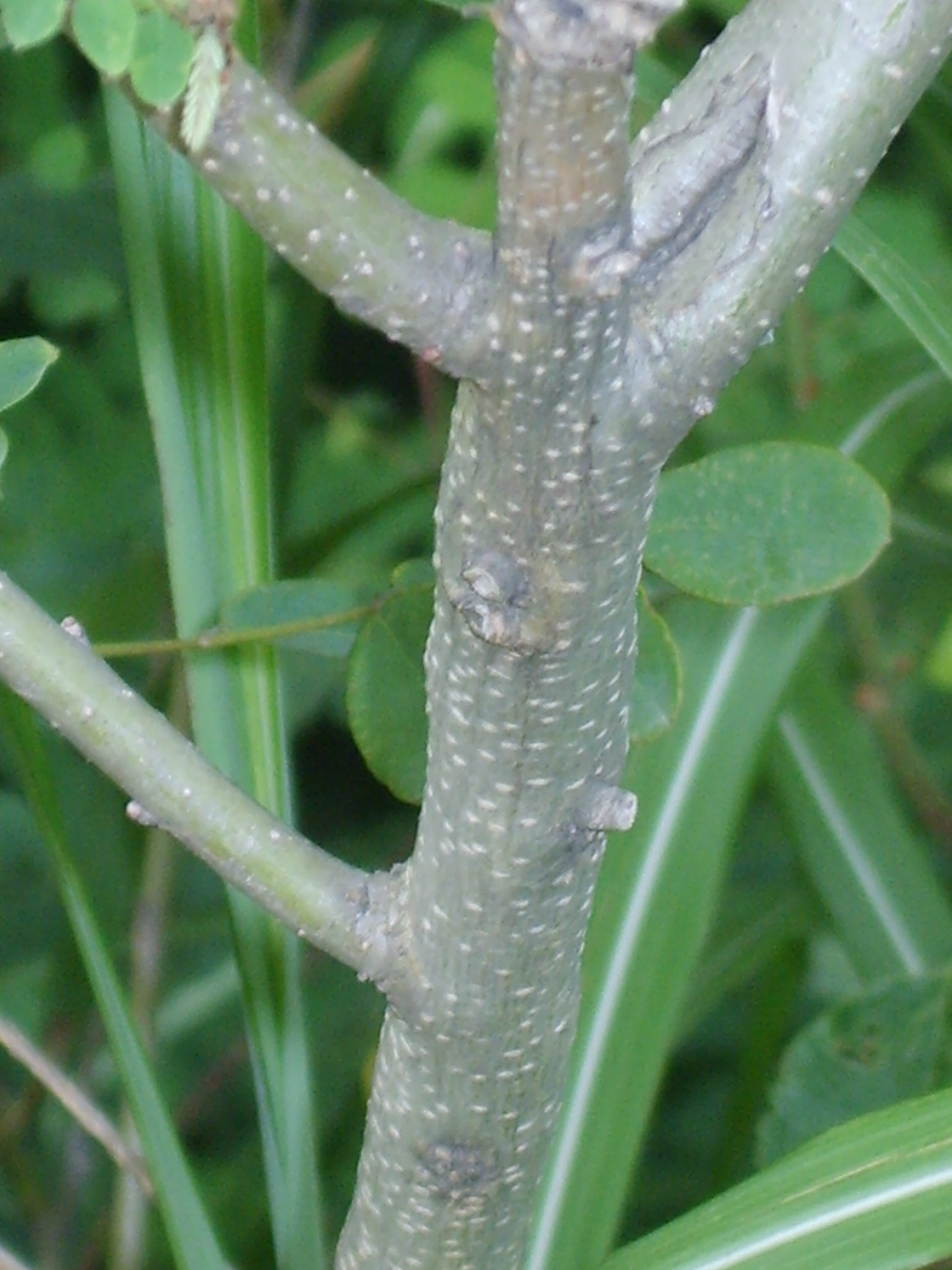
Rameau.
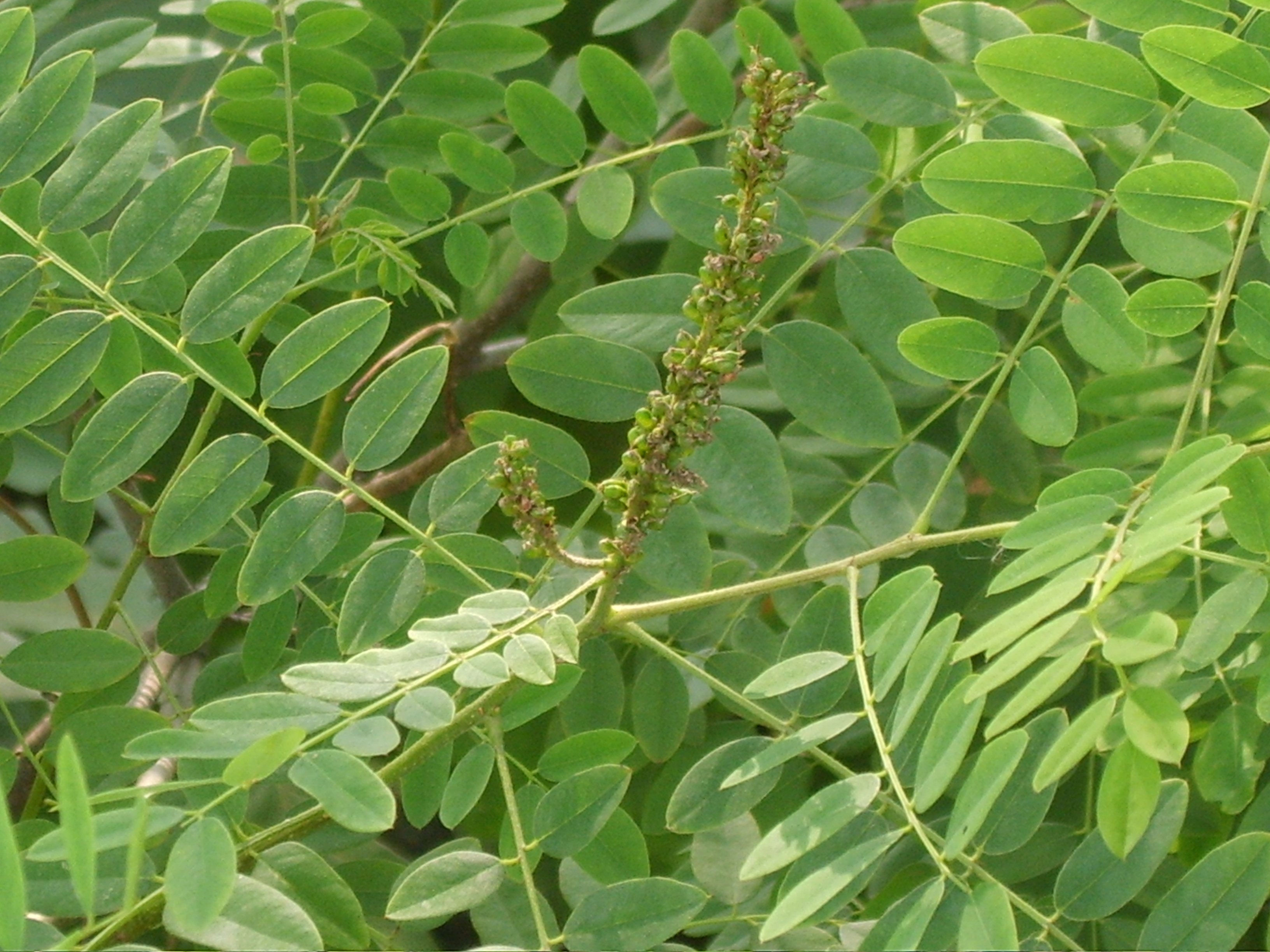
Feuilles.
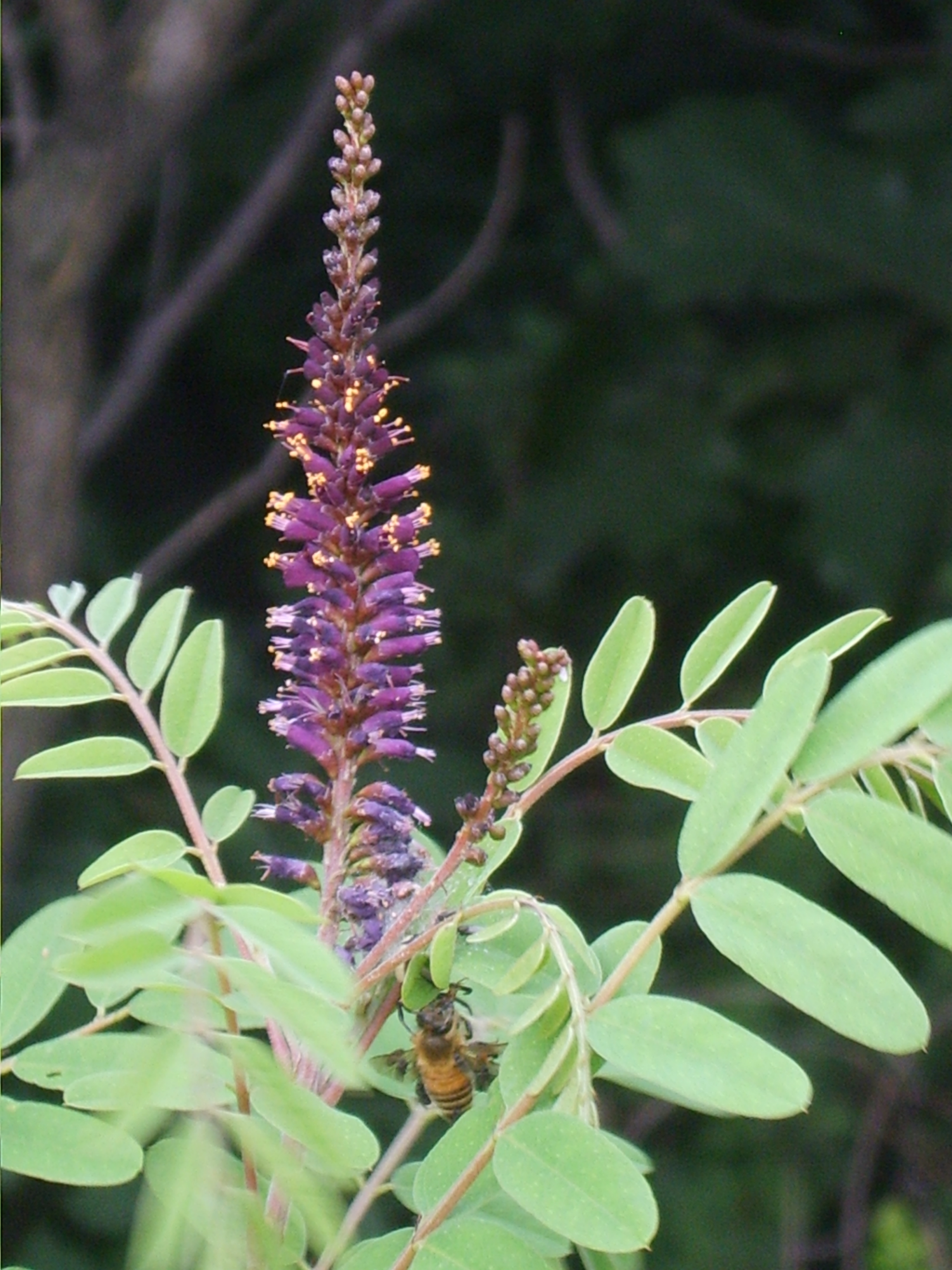
Inflorescence.
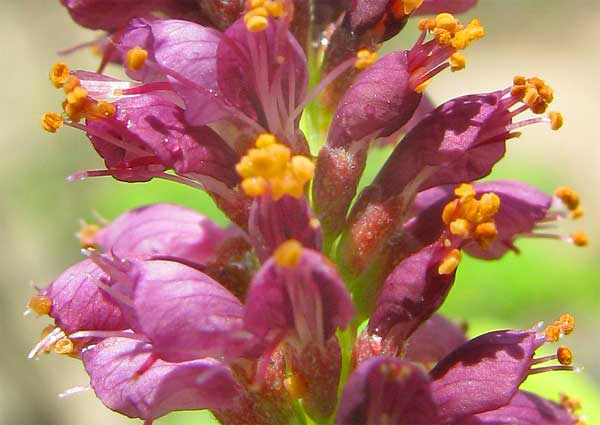
Fleurs.

Les fleurs, odorantes, sont groupées en grappes terminales ou axillaires, denses, spiciformes, dressées, de 7 à 15 cm de long. le calice est formé de cinq sépales soudés en tube. La corolle, de couleur bleu-violet foncé, est, cas inhabituel chez les Faboideae, formée d'un seul pétale, qui correspond à l'étendard de la fleur papilionacée, les quatre autres pétales (ailes et carène) étant absents. La fleur compte 10 étamines à anthère jaune orangé, saillant hors de la corolle.
Dans l'hémisphère nord, la floraison se produit d'avril à juin. Les fruits mûrissent en juillet et août.
Le fruit est une gousse de couleur marron, lisse ou velue, également parsemée de glandes, de forme oblongue, souvent arquée, longue de 7 à 9 mm et contenant une ou deux graines brunâtres,.

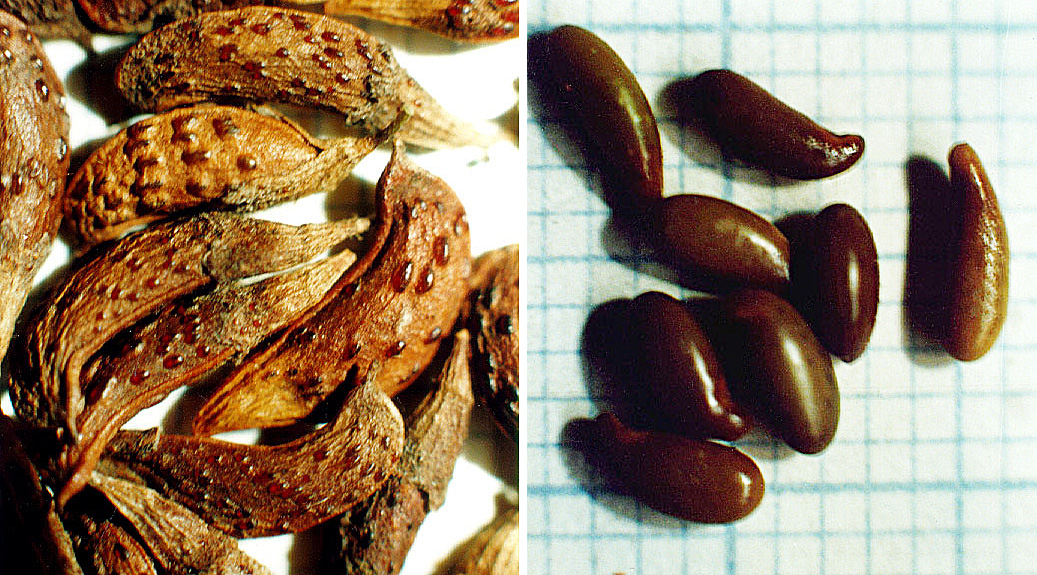
Gousses et graines.

### Caryotype
Amorpha fruticosa est une espèce tétraploïde (2n = 4x = 40).

## Distribution et habitat
L'aire de répartition originelle d’Amorpha fruticosa s'étend en Amérique du Nord, dans la plupart des États des États-Unis, dans le sud du Canada (Manitoba) et dans le nord du Mexique (Baja Norte, Chihuahua, Sonora).
L'espèce a été introduite pour la culture dans la plupart des continents et s'est naturalisée notamment en Asie (Irak, Asie centrale, Extrême-Orient russe, sous-continent indien, Chine, Corée), dans l'Océan indien (Maurice), en Europe (Russie), en Amérique du Sud (Argentine) et aux États-Unis (Idaho).
Amorpha fruticosa se rencontre préférentiellement dans des terrains humides, près des cours d'eau et des marais, le long des rives, et dans les prairies humides et les terres boisées des bas-fonds,.
La plante peut cependant s'adapter à des terrains très divers, même secs et sablonneux, voire salés, et peut tolérer des périodes de sècheresse. C'est une espèce rustique, qui peut résister jusqu’à -25 °C. Elle préfère les expositions ensoleillées mais tolère l'ombre,.

## Statut réglementaire
Amorpha fruticosa est considérée comme une plante envahissante dans divers pays, notamment en Europe centrale.
Elle est classée comme noxious weed (mauvaise herbe nuisible) dans deux des États des États-Unis, l'Oregon et l'État de Washington.
En Europe, l'Organisation européenne et méditerranéenne pour la protection des plantes (OEPP) a inscrit en 2006 cette espèce dans sa « liste des plantes exotiques envahissantes ».
En France, l'espèce a été inscrite dans la « liste des plantes soumises à recommandations » du Code de conduite professionnel relatif aux plantes exotiques envahissantes en France métropolitaine. Les recommandations concernant cette espèce sont les suivantes « Ne pas planter à proximité (une centaine de mètres) de voies d’eau, de milieux dunaires et d’espaces naturels sensibles ou protégés,. »
En Suisse, l'espèce a été inscrite dans la « liste noire » d'Info Flora. Cette liste recense « les espèces néophytes envahissantes possédant un fort potentiel de propagation en Suisse et causant des dommages importants et prouvés au niveau de la diversité biologique, de la santé ou de l'économie. La présence et l'expansion de ces espèces doivent être empêchées ».

## Taxinomie
L'espèce Amorpha fruticosa a été décrite par Linné et publiée en 1753 dans son Species plantarum 2: 713.
Étymologie
- Le nom générique, « Amorpha », dérive du terme grec ἄμορφος (amorphos), qui signifie « sans forme, déformé », en référence à l'unique pétale de la fleur[18].
- L'épithète spécifique, « fruticosa », est un adjectif latin (dérivé de frutex, -icis, arbrisseau) signifiant « arbustif, buissonnant »[19].

### Liste des variétés
Selon Tropicos (17 août 2018) (Attention liste brute contenant possiblement des synonymes) :
- Amorpha fruticosa var. angustifolia Pursh
- Amorpha fruticosa var. caroliniana (Croom) S. Watson
- Amorpha fruticosa var. coerulea Loudon
- Amorpha fruticosa var. crispa Kirchner
- Amorpha fruticosa var. croceolanata (P. W. Watson) Mouill.
- Amorpha fruticosa var. emarginata Pursh
- Amorpha fruticosa var. fragrans Bean
- Amorpha fruticosa var. fruticosa
- Amorpha fruticosa var. glabra Bean
- Amorpha fruticosa var. humilis (Tausch) C.K. Schneid.
- Amorpha fruticosa var. lewisii Loudon
- Amorpha fruticosa var. oblongifolia E.J. Palmer
- Amorpha fruticosa var. occidentalis (Abrams) Kearney & Peebles
- Amorpha fruticosa var. ornata Wender.
- Amorpha fruticosa var. pendula (Carrière) Dippel
- Amorpha fruticosa var. subglabra A. Gray
- Amorpha fruticosa var. tennesseensis (Shuttlew. ex Kunze) E.J. Palmer
- Amorpha fruticosa var. vulgaris Pursh

## Utilisation

### Plante ornementale
Amorpha fruticosa est largement cultivée comme plante ornementale, notamment comme arbuste pour des haies composées. Ses fleurs à odeur de vanille attirent les papillons.

### Plante auxiliaire en agriculture
Le faux indigo a un système racinaire étendu et est également assez tolérant au vent. Il peut être planté comme brise-vent sous forme de haies buissonnantes et aussi pour lutter contre l'érosion du sol ou pour fixer les talus, les berges des cours d'eau et les dunes. En Chine, on le plante pour contrôler l’érosion des berges.

### Plante médicinale
Ses fruits entrent dans la composition de produits de parfumerie et de cosmétologie.

### Autres usages
Les glandes résineuses de la plante contiennent de l'amorphine, qui est un insecticide de contact ou stomachique qui agit également comme insectifuge.
La plante contient un pigment qui peut être utilisé pour fabriquer une teinture bleue. Les premiers colons américains utilisaient cet arbuste comme substitut du véritable indigo. Cependant, ce pigment est présent en trop faible quantité dans la plante pour qu'une éventuelle exploitation commerciale soit envisageable.
Elle est utilisée à l'occasion comme plante mellifère en Hongrie.
L'espèce est utilisée comme engrais vert en Chine.
Les graines sont une source d’huile utilisée dans la fabrication du glycérol.
Les Amérindiens des Grandes Plaines utilisaient Amorpha fruticosa comme litière pour les animaux, comme fourrage pour les chevaux, et les tiges servaient à fabriquer des hampes de flèches, ou  étaient disposées sur le sol afin de poser la viande découpée sur une surface propre.